# Мвила, Бенджамин
Бенджамин Йорам Мвила (англ. Benjamin Yoram Mwila), известный как BY (17 сентября 1943, Кавамбва, Луапула, Замбия — 17 августа 2013, ЮАР) — замбийский бизнесмен и политик, министр обороны (1991—1997).

## Биография
Бенджамин Мвила родился в замбийском городе Кавамбва, провинция Луапула. Он учился в начальной школе в Кавамбве и средней школе в Ндоле. Затем его перевели в среднюю школу Мунали в Лусаке.
Свою политическую деятельность Мвила начал в партии «Движение за многопартийную демократию» (MMD), членом которой был будущий президент страны Фредерик Чилуба. В 1991 году он был избран в парламент Замбии от города Луаншья. Президент Чилуба назначил Мвилу членом кабинета министров. Он занимал должность министра энергетики и развития водного хозяйства, а с 1991 по 1997 год был министром обороны.
В 2000 году Мвила был изгнан из партии MMD, после того, как решил выдвинуть свою кандидатуру на должность президента. После этого он создал Республиканскую партию, от которой в 2001 году баллотировался в президенты. На выборах победил Леви Мванаваса, а Мвила набрал 4,84 % голосов избирателей.
В 2006 году Республиканская партия Мвилы слилась с несколькими другими партиями, образовав партию «Национально-Демократический Центр». В том же году Мвила был избран в парламент Замбии от города Нчеленге. В 2011 году он вышел из рядов «Национально-Демократического Центра» и вернулся в партию MMD. На выборах 2011 года Мвила баллотировался в парламент от MMD, но потерпел поражение.
Бенджамин Мвила умер 17 августа 2013 года в южноафриканской больнице, куда он был госпитализирован двумя неделями ранее для лечения от малярии.